# 拉雪兹神父站
拉雪茲神父站（法語：Père Lachaise），是巴黎地鐵的一個車站，服務2及3號線，位於巴黎11區及20區邊界。車站於1903年1月31日作為2號線延長線（當時為2號線北段）啟用。而3號線月台於1904年10月19日作為3號線總站啟用。
車站以拉雪茲神父公墓命名。1909年，此站成為巴黎地鐵首個設有扶手電梯的地鐵站。

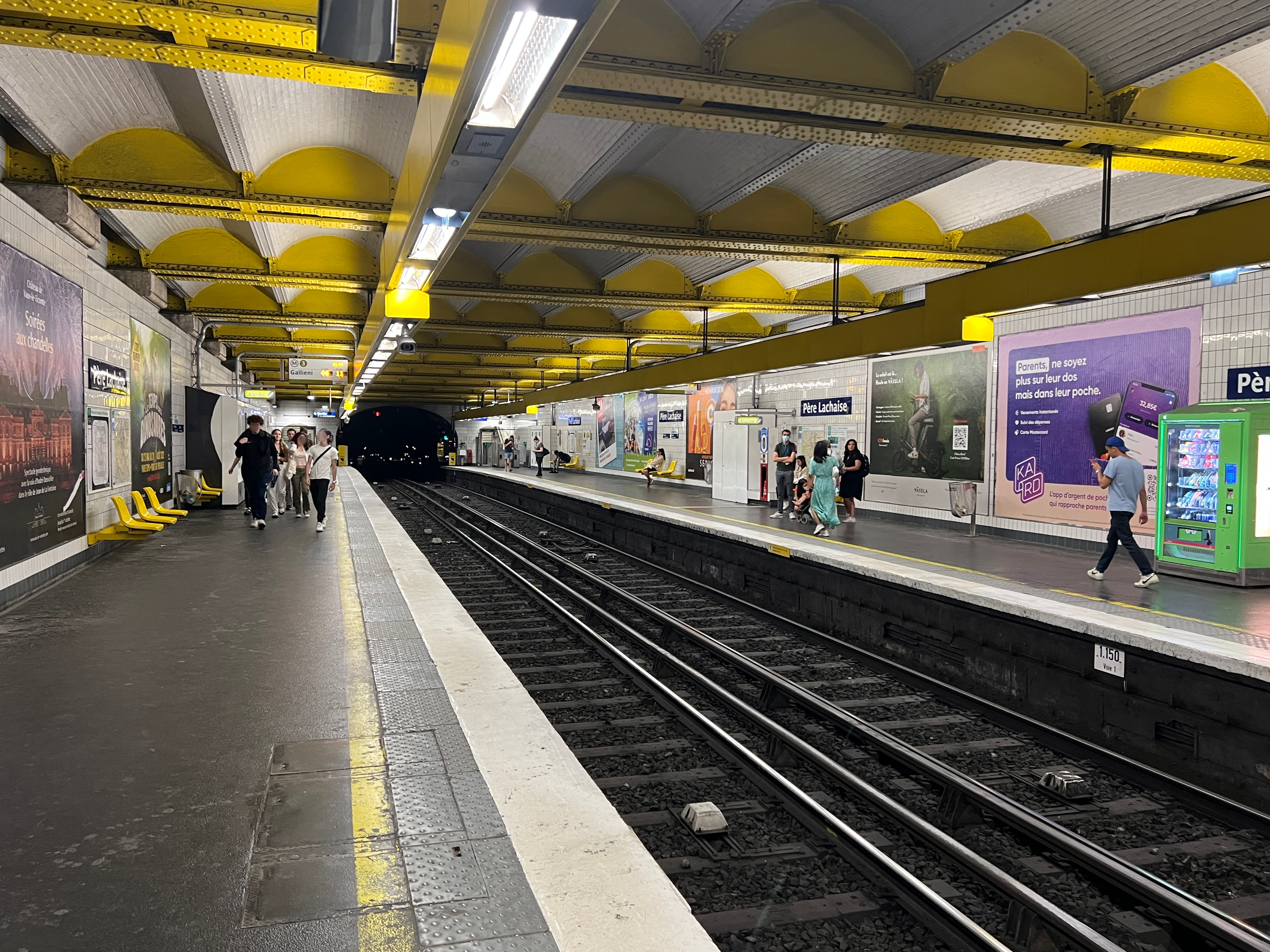
3號線月台 (2022年7月)

## 車站結構
| 街道      |                    |                               |
| B1        | 月台連接夾層       |                               |
| 2號線月台 | 側式月台，右側開門 | 側式月台，右側開門            |
| 2號線月台 | 西行               | 往王妃門（美尼爾蒙東）        |
| 2號線月台 | 東行               | 往民族廣場（腓力二世）        |
| 2號線月台 | 側式月台，右側開門 |                               |
| 3號線月台 | 側式月台，右側開門 | 側式月台，右側開門            |
| 3號線月台 | 西行               | 往勒瓦盧瓦橋-培根（聖摩爾路） |
| 3號線月台 | 東行               | 往加列尼（岡貝塔）            |
| 3號線月台 | 側式月台，右側開門 |                               |